# Waratahs
Pour les articles homonymes, voir Waratah.
Ne doit pas être confondu avec Waratahs (féminines).
Maillots
Actualités
Les New South Wales Waratahs (également nommés HSBC Waratahs pour des raisons commerciales, mais également plus simplement Waratahs ou « Tahs ») sont une équipe australienne de rugby à XV, représentant la New South Wales Rugby Union depuis la fin du XIXe siècle. Cette sélection s'est toujours appelée Waratahs, du nom de la fleur qui est le symbole de l'État de Nouvelle-Galles du Sud.
Les Waratahs jouent avec un maillot bleu ciel et un short bleu marine. Le bleu est associé à une longue tradition de sport en Nouvelle-Galles du Sud, et entretient une intense rivalité avec le rouge/marron des équipes du Queensland. Cette rivalité est fortement illustrée lors du State of Origin en rugby à XIII.
Bien qu'existant depuis 1882, l'équipe est devenue professionnelle en 1996 et a conservé son nom pour participer au Super Rugby, compétition opposant équipes australiennes, néo-zélandaises et sud-africaines. Sélection regroupant initialement les meilleurs joueurs évoluant dans les clubs de l'État de Nouvelle-Galles du Sud, les Waratahs sont devenus une franchise représentant une grande partie de l’état, hormis la Riverina et certaines zones du Sud de l'État qui sont représentées par les Brumbies. Les joueurs sélectionnés pour évoluer au sein de la franchise participent en club au Tooheys New Shute Shield, la compétition de la ville de Sydney (pour plus de détails voir l'équivalence géographique des franchises du Super 14).
Les Waratahs disputent leurs matchs à domicile au Sydney Football Stadium basé à Moore Park dans la banlieue sud de Sydney.

## Histoire

### Ère amateur
La NSW Rugby Union (à l'époque nommée The Southern Rugby union) est créée en 1874 et la toute première compétition de club débute cette même année. En 1880 la SRU compte plus de cent clubs sous son autorité dans la grande banlieue de Sydney. En 1882 la première équipe des Nouvelles-Galles du Sud est sélectionnée pour affronter le Queensland dans un match aller-retour. Le NSW remporte finalement les deux rencontres.
La même année la première sélection du NSW est assemblée afin d'effectuer une tournée en Nouvelle-Zélande. Lors de la Première Guerre mondiale, le NSW (ainsi que le Queensland) cessent toute compétition senior, mais le Queensland ne reprenant ses activités qu'en 1929, les Nouvelles-Galles du Sud ont vu leurs responsabilités s'accroître au sein du rugby à XV australien. En 1921 les Waratahs effectuent une nouvelle tournée en Nouvelle-Zélande, remportant neuf de leurs dix matchs en incluant le principal test face aux All Blacks.
La plus célèbre équipe des Waratahs est celle de la tournée en Angleterre, France et Amérique du Nord en 1927-1928. Elle réussit à mettre en place un jeu ouvert, fait de vitesse, jamais vu à l'époque mais qui restera la spécificité du jeu australien jusqu'à nos jours. Ils gagnent 24 de leurs rencontres sur 31 matchs officiels, en comptant 2 matchs nuls. Quand les sélectionneurs se sont rencontrés afin de sélectionner les « immortels » de 1927-1928, ils jettent leur dévolu sur des joueurs évoluant majoritairement pour Sydney University et les Western Suburbs. De retour à Sydney, une parade à travers les rues de la ville leur fut offerte ainsi qu'une réception officielle à la mairie. Les matchs contre les rivaux du Queensland ont également repris dès leur retour.
Les années 1930 sont une décennie pleine de succès pour le NSW, avec comme point d'orgue la victoire face aux Springboks d'Afrique du Sud en 1937 au Sydney Cricket Ground. NSW Rugby Union va également continuer d'obtenir de bons résultats tout au long des décennies suivantes avec l'émergence de grands rugbymen comme Trevor Allan, David Brockhoff, Tony Miller, Nick Shehadie (en), Eddie Stapleton (en), Ken Catchpole, John Thornett, Peter Crittle (en) et Ron Graham (en), et cela malgré une nouvelle interruption des compétitions à cause de la Seconde Guerre mondiale.
En 1963 la Sydney Rugby Union fut mise en place afin d'accompagner la croissance du sport dans la ville et sa banlieue. La NSW Rugby Union célébra ses 100 ans en 1974. Un match contre les All Blacks au Sydney Cricket Ground fut organisé pour célébrer cet anniversaire, mais les Waratahs s'inclinèrent sur le score de 20 à 0.

### Période professionnelle

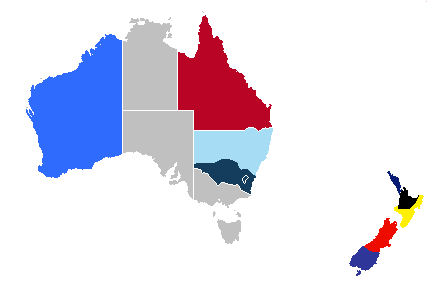
Aire géographique représentée par les Waratahs

Lors du premier Super 12 inauguré en 1996, les Waratahs ont simplement remporté moins de la moitié de leurs matchs, finissant en milieu de tableau derrière les deux autres franchises australiennes. La saison suivante en 1997 a vu les Tahs terminer en 9e position, en remportant seulement quatre rencontres. Lors de la saison 1998, ils remportèrent six de leurs onze rencontres, terminant en sixième position. Malgré des améliorations nettement visibles, l'équipe n'a pas encore réussi à atteindre le dernier carré. Les deux saisons suivantes restèrent moyennes, les joueurs du NSW ne remportant successivement que quatre puis cinq rencontres. En 2001 les Waratahs ont remporté le même nombre de matchs que lors de la saison 2000 mais ont terminé en huitième position. La saison de tous les records a eu lieu en 2002 et la franchise, remportant huit de ses onze matchs a terminé second derrière les Crusaders, atteignant par la même occasion les demi-finales. Cependant lors de la dernière rencontre, les joueurs de Sydney se sont inclinés 96 à 19 contre ces mêmes Crusaders, établissant le record en Super 14. Ils s'inclinèrent finalement face à leurs rivaux des Brumbies au cours de leur première demi-finale sur le score sans appel de 51 à 10.
En 2003, la place en phase finale leur échappe encore une fois en terminant la saison en 6e position. Après un très bon début de saison 2004, les joueurs du NSW finirent en huitième position à six points du quatrième. Cette même année l'entraîneur Ewen McKenzie réinstalle la tournée de fin de saison en emmenant son équipe en Argentine. 2005 reste la meilleure saison de l'histoire du club, la franchise finissant en seconde position avant de perdre contre les Crusaders en finale. Au cours de la saison inaugurale du Super 14 en 2006 (après l'introduction de la Western Force et des Cheetahs), les Waratahs s'inclinent lors de la dernière rencontre face aux Hurricanes à domicile sur le score de 14 à 29. Lors de la semaine de préparation pour les demi-finales, l'ancienne star treiziste Wendell Sailor est alors contrôlé positif à la cocaïne et se retrouve donc sous la menace d'une suspension à vie. L'affaire Sailor, qui sera finalement suspendu pour deux ans, a bien terni une saison qui s'annonçait prometteuse mais qui se termina par une défaite en demi face aux même Hurricanes sur le score de 16 à 14 au Westpac Stadium.
La saison 2007 fut la pire de l'existence du club avec une treizième place finale devant les Queensland Reds. Une saison calamiteuse où les Waratahs ne remportent que trois matchs face aux Lions, aux Hurricanes et aux Reds. Mais malgré cette saison désastreuse, quelques jeunes joueurs comme Kurtley Beale ou Lachlan Turner laissent augurer des lendemains plus prometteurs pour le NSW. Après une bonne préparation d'avant saison et surtout en faisant confiance à ses jeunes espoirs, la franchise des Nouvelles-Galles du Sud atteint une quatrième fois le dernier carré et s'incline en finale face aux Crusaders sur le score de 12 à 20. Malgré tout le renouveau des Waratahs semble en bonne voie à la fin de la saison 2008, surtout après la bonne série obtenue en Afrique du Sud face aux franchises locales. La saison 2009 reste une déception dans le cœur des supporters, le club finissant cinquième à cause d'une différence de points inscrits moins importante que celle des Crusaders. Les nombreuses incartades de Lote Tuqiri, l'ancienne star treiziste recrutée à prix d'or ont poussé la fédération à le licencier, et Timana Tahu en a profité pour retourner jouer dans le sport qui l'a révélé. De même le très décrié Matt Dunning, qui a fait plus parler de lui hors du terrain que sur celui-ci, a été prié de trouver un nouveau club. L'arrivée de Berrick Barnes, Drew Mitchell et Sosene Anesi ainsi que l'arrivée de nouveaux espoirs place les Waratahs en position de favoris pour la saison de Super 14 qui s'annonce.
Après avoir dominé la saison régulière en 2014, les Waratahs remportent le Super XV pour la première fois de leur histoire le samedi 2 août 2014. Menés 30 à 32 jusqu'à la 78e minute par les Crusaders, les Waratahs obtiennent une pénalité, transformée par Bernard Foley, qui leur permet de remporter le titre sur le score de 33 à 32.

## Identité visuelle

### Logo

Évolution du logo
Ancien logo.

## Infrastructures

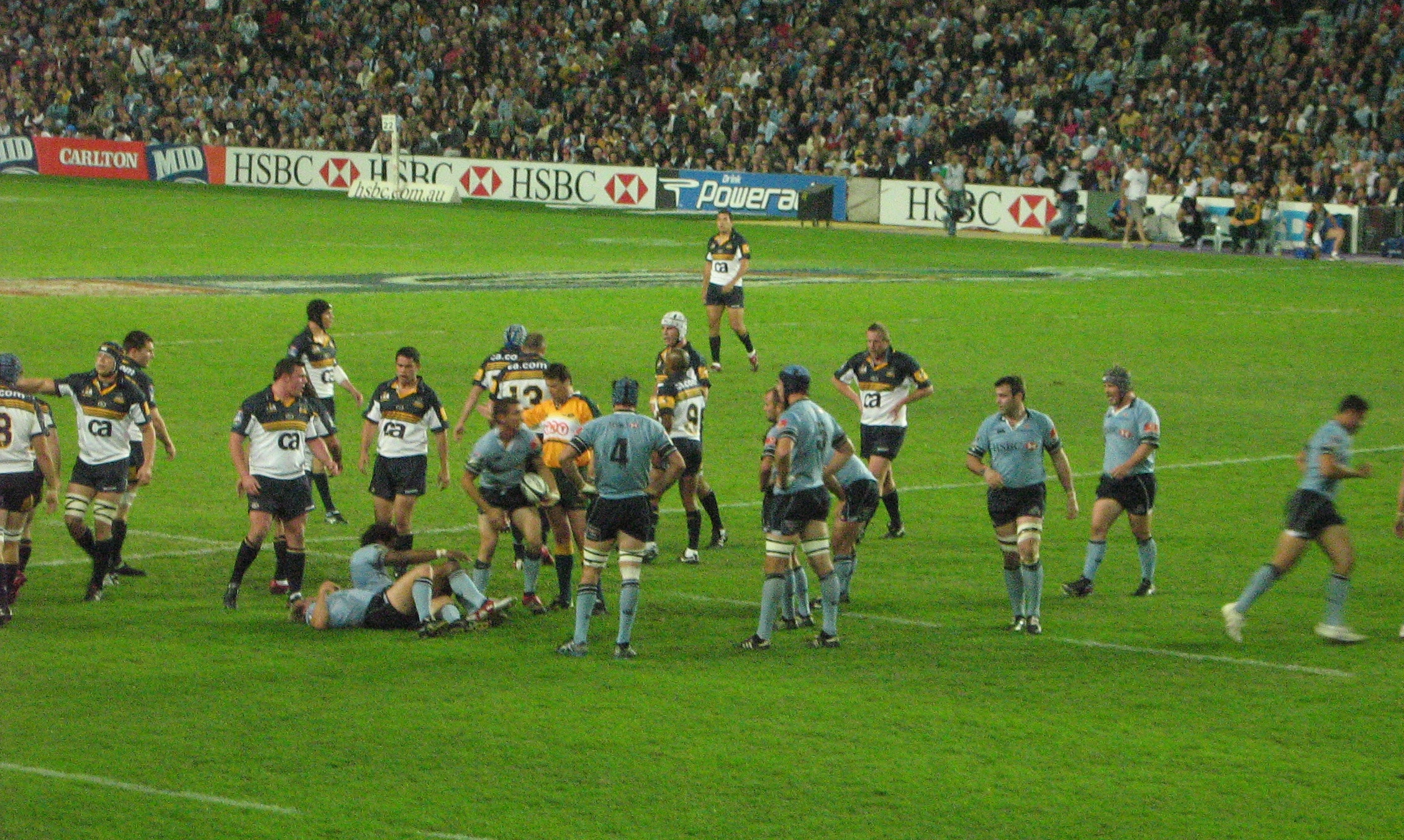
Match face aux Brumbies.

Les Waratahs jouent désormais toutes leurs rencontres au Sydney Football Stadium (anciennement appelé Aussie Stadium), situé dans le Sud de Sydney à Moore Park, et jouxtant le Sydney Cricket Ground. D’une capacité de 45 500 places, le stade est partagé avec l’équipe de rugby à XIII des Sydney Roosters.
Au cours de quelques occasions, les Waratahs ont évolué dans d’autres enceintes comme le Central Coast Stadium de Gosford ou à Bathurst lors de l’Australian Provincial Championship. Certains matchs amicaux sont joués au Campbelltown Stadium ou sont délocalisés à Lismore et au Wade Park d’Orange. Dans le passé les joueurs du NSW évoluaient au Concord Oval, théâtre de la mythique demi-finale de la Coupe du Monde 1987 entre la France et l’Australie. Il est également prévu que l’équipe joue ses rencontres les plus importantes au ANZ Stadium.

## Effectif

### Effectif Super Rugby 2025
Le 11 novembre 2024, les Waratahs annoncent leur effectif pour la saison 2025 de Super Rugby.
| Nom               | Date de naissance | Nationalité sportive | Sélections (points) | Province ou club     | Club précédent      | Arrivée au club |
| Talonneurs        | Talonneurs        | Talonneurs           | Talonneurs          | Talonneurs           | Talonneurs          | Talonneurs      |
| ----------------- | ----------------- | -------------------- | ------------------- | -------------------- | ------------------- | --------------- |
| Ethan Dobbins     | 3 mai 2000        | Australie            | -                   | Wests Rugby          | Melbourne Rebels    | 2025            |
| Julian Heaven     | 1er octobre 2000  | Australie            | -                   | Waratahs Academy     | Lyon OU             | 2024            |
| Dave Porecki      | 23 octobre 1992   | Australie            | 21 (10)             | Manly RUFC           | London Irish        | 2020            |
| Mahe Vailanu      | 10 janvier 1997   | Australie            | -                   | Gordon RFC           | LA Giltinis         | 2022            |
| Piliers           |                   |                      |                     |                      |                     |                 |
| Siosifa Amone     | 25 février 2002   | Australie            | -                   | Western Force Acad.  | Western Force       | 2025            |
| Angus Bell        | 4 octobre 2000    | Australie            | 41 (5)              | Sydney University    | Débuts au club      | 2020            |
| Jack Barrett      | 3 mai 2004        | Australie            | -                   | Randwick DRUFC       | Débuts au club      | 2024            |
| Daniel Botha      | 16 décembre 2001  | Australie            | -                   | Sydney University    | Débuts au club      | 2023            |
| Isaac Adeo Kailea | 13 juillet 2000   | Australie            | 7 (5)               | Harlequin Rugby Club | Melbourne Rebels    | 2024            |
| Tom Lambert       | 20 novembre 2000  | Australie            | -                   | Sydney University    | Glasgow Warriors    | 2023            |
| Taniela Tupou     | 10 mai 1996       | Australie            | 61 (35)             | Univ. Queensland     | Melbourne Rebels    | 2025            |
| Deuxièmes lignes  |                   |                      |                     |                      |                     |                 |
| Miles Amatosero   | 15 juin 2002      | Australie            | -                   | -                    | ASM Clermont        | 2024            |
| Ben Grant         | 18 mai 1998       | Australie            | -                   | Perth Spirit         | Hurricanes          | 2025            |
| Hugh Sinclair     | 22 septembre 1992 | Australie            | -                   | Northern Suburbs     | Débuts au club      | 2019            |
| Angelo Smith      | 27 juillet 2000   | Fidji                | -                   | Wests Rugby          | Melbourne Rebels    | 2025            |
| Troisièmes lignes |                   |                      |                     |                      |                     |                 |
| Charlie Gamble    | 25 avril 1996     | Nouvelle-Zélande     | -                   | Eastern Suburbs      | Débuts au club      | 2020            |
| Langi Gleeson     | 21 juillet 2001   | Australie            | 17 (0)              | Manly RUFC           | Débuts au club      | 2022            |
| Mesu Kunavula     | 31 octobre 1995   | Fidji                | 8 (15)              | -                    | CA Brive            | 2024            |
| Fergus Lee-Warner | 3 février 1994    | Australie            | -                   | Greater Sydney Rams  | Bath Rugby          | 2024            |
| Rob Leota         | 3 mars 1997       | Australie            | 21 (10)             | Eastern Suburbs      | Melbourne Rebels    | 2024            |
| Demis de mêlée    |                   |                      |                     |                      |                     |                 |
| Jake Gordon       | 6 juillet 1993    | Australie            | 31 (20)             | Sydney University    | Débuts au club      | 2017            |
| Jack Grant        | 24 janvier 1994   | Australie            | -                   | Country Eagles       | Ealing Trailfinders | 2024            |
| Teddy Wilson      | 25 février 2003   | Australie            | -                   | Eastern Suburbs      | Débuts au club      | 2022            |
| Demis d'ouverture |                   |                      |                     |                      |                     |                 |
| Jack Bowen        | 30 décembre 2003  | Australie            | -                   | Eastern Suburbs      | Débuts au club      | 2023            |
| Lawson Creighton  | 21 juillet 1998   | Australie            | -                   | Brisbane City        | Queensland Reds     | 2025            |
| Tane Edmed        | 16 août 2000      | Australie            | 1 (0)               | Eastwood             | Débuts au club      | 2021            |
| Centres           |                   |                      |                     |                      |                     |                 |
| Lalakai Foketi    | 22 décembre 1994  | Australie            | 9 (5)               | Eastern Suburbs      | Bay of Plenty       | 2018            |
| Henry O'Donnell   | 17 février 2003   | Australie            | -                   | Northern Suburbs     | Western Force       | 2025            |
| Lukas Ripley      | 15 avril 2002     | Australie            | -                   | -                    | Melbourne Rebels    | 2025            |
| Joseph Sua'ali'i  | 1er août 2003     | Australie            | 9 (5)               | Sydney Roosters      | Débuts au club      | 2025            |
| Joey Walton       | 27 mai 2000       | Australie            | -                   | Gordon               | Débuts au club      | 2020            |
| Ailiers           |                   |                      |                     |                      |                     |                 |
| Max Jorgensen     | 2 septembre 2004  | Australie            | 12 (25)             | -                    | Débuts au club      | 2023            |
| Darby Lancaster   | 23 avril 2003     | Australie            | 11 (0)              | Eastern Suburbs      | Melbourne Rebels    | 2025            |
| Triston Reilly    | 14 janvier 1999   | Australie            | -                   | Sydney Rays          | Débuts au club      | 2024            |
| Arrières          |                   |                      |                     |                      |                     |                 |
| Andrew Kellaway   | 12 octobre 1995   | Australie            | 42 (65)             | Country Eagles       | Melbourne Rebels    | 2025            |

### Joueurs emblématiques
- Kurtley Beale
- Tom Bowman
- Matt Burke
- David Campese
- Brendan Cannon
- Matt Dunning
- Mark Ella
- Rocky Elsom
- Nick Farr-Jones
- Israel Folau
- Bernard Foley
- Nathan Grey
- Richard Harry
- Michael Hooper
- Phil Kearns
- Sekope Kepu
- David Lyons
- Tony Miller
- / Patricio Noriega
- Willy Ofahengaue
- Tatafu Polota-Nau
- Simon Poidevin
- Mat Rogers
- Cameron Shepherd
- Scott Staniforth
- Lote Tuqiri
- Morgan Turinui
- Daniel Vickerman
- Phil Waugh
- Chris Whitaker

### Entraîneurs
Depuis 1996 :
- De 1996 à 1999 :  Matt Williams
- 2000 :  Ian Kennedy
- De 2001 à 2003 :  Bob Dwyer
- De 2004 à 2008 :  Ewen McKenzie
- De 2009 à 2011 :  Chris Hickey
- 2012 :  Michael Foley
- 2013-2015 :  Michael Cheika
- 2016-2019 :  Daryl Gibson
- 2020-2021 :  Rob Penney
- 2021 :  Jason Gilmore et  Chris Whitaker (intérim)
- 2021-2024 :  Darren Coleman
- Depuis 2024 :  Dan McKellar

## Records et statistiques
Mis à jour le 23/01/2017.

### Équipe
- Plus grosse victoire - 72-10 v Southern Kings, 2013
- Plus grosse défaite - 19-96 v Crusaders, 2002

### Individuel
- Nombre de capes - 151 - Benn Robinson
- Points inscrits - 1172 - Matt Burke
- Nombre d'essais - 31 - Israel Folau
- Nombre de transformations - 160 - Matt Burke
- Nombre de pénalités - 173 - Matt Burke
- Nombre de drops - 3 - Kurtley Beale & Berrick Barnes
- Points inscrits en une saison - 252 - Bernard Foley (2014)
- Essais inscrits en une saison - 12 - Israel Folau (2014)
- Transformations inscrites en une saison - 45 - Bernard Foley (2014)
- Pénalités inscrites en une saison - 44 - Bernard Foley (2014)
- Points Inscrits en un match - 34 - Peter Hewat (v Bulls, 2005)
- Essais Inscrits en un match - 4 - Drew Mitchell (v Lions, 2010)
- Nombre de capitanats - 56 - Phil Waugh

### Joueurs des Waratahs les plus capés
- Benn Robinson : 151
- Tatafu Polota-Nau :140
- Wycliff Palu : 134
- Phil Waugh: 132
- Al Baxter : 121
- Kurtley Beale : 110
- Dave Dennis : 107
- Chris Whitaker: 107
- David Lyons : 105
- Rob Horne : 101
- Dean Mumm : 101
- Sekope Kepu :97
- Nathan Grey : 94
- Matt Dunning : 90
- Lote Tuqiri : 89
- Adam Freier : 82
- Matt Burke : 79
- Tom Carter : 76
- Kane Douglas : 76
- Daniel Halangahu : 74
- Lachie Turner : 71
- Brendan McKibbin: 71

### Joueurs des Waratahs les plus capés par poste
- 1  Al Baxter - 121 sélections
- 2  Tatafu Polota-Nau - 140 sélections
- 3  Benn Robinson - 151 sélections
- 4  Kane Douglas - 76 sélections
- 5  Dean Mumm - 101 sélections
- 6  Phil Waugh - 132 sélections
- 7  Dave Dennis - 107 sélections
- 8  Wycliff Palu - 134 sélections
- 9  Chris Whitaker - 107 sélections
- 10  Daniel Halangahu - 74 sélections
- 11  Lote Tuqiri - 89 sélections
- 12  Kurtley Beale - 110 sélections
- 13  Rob Horne - 101 sélections
- 14  Lachie Turner - 71 sélections
- 15  Matt Burke - 79 sélections

## Fleur Waratah

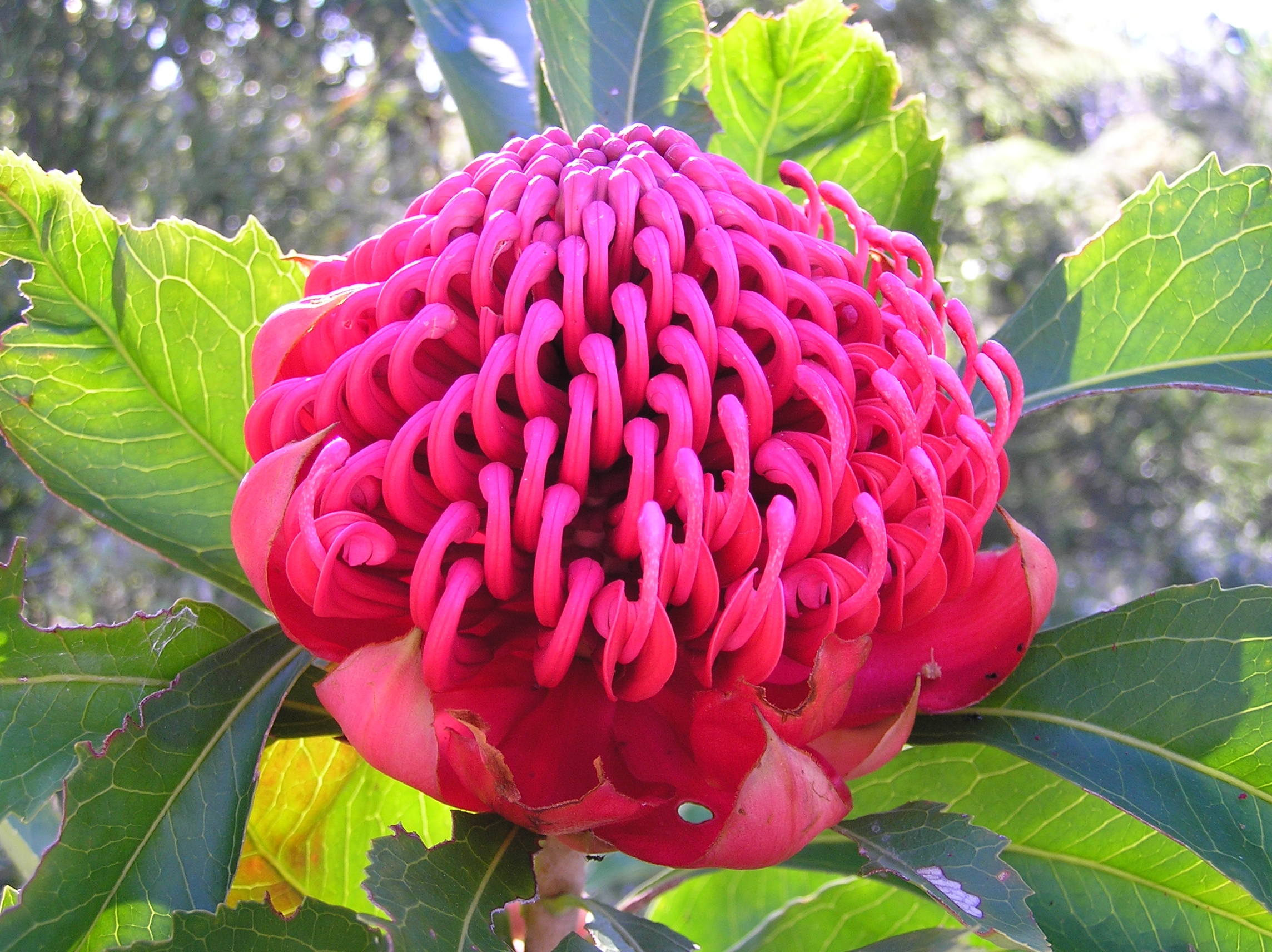
Fleur Waratah - photo : Suellen Harris

Les Waratahs (ou Telopea) sont une sorte de grands arbustes (ou petits arbres) de type Proteaceae, originaires du Sud-Est de l'Australie (essentiellement des Nouvelles-Galles du Sud, mais aussi de l'État de Victoria et de la Tasmanie). Elles ont des feuilles disposées en spirale d'environ 10-20 cm de long et 2-3 cm de large avec des marges entières ou dentelées, et de grands capitules denses de 6-15 cm de diamètre avec de nombreuses petites fleurs rouges et un anneau de base de bractées rouges. Le nom Waratah vient du peuple autochtone Eora, les premiers habitants de la région de Sydney. Ces plantes sont très populaires, mais sont toutefois un peu difficiles à cultiver, et sont principalement utilisés comme plantes ornementales dans les jardins en Australie. Plusieurs hybrides et dérivés ont été élaborés, dont certains avec des fleurs blanc-crème et de rose ainsi que le rouge naturel.